# 坝陵河大桥
坝陵河大桥是一座位于位于中华人民共和国貴州省安顺市關嶺布依族苗族自治縣的钢桁加劲梁悬索桥。大桥于2005年4月18日开工建设，在2009年12月建成并通车。
横跨坝陵河河谷，全长2237米，主跨单跨钢桁加劲梁悬索桥长1088米，桥面至坝陵河水面370米，大桥东岸主塔高185.788m，西岸201.316m，全桥投资14.8亿元人民币。
大桥是沪昆高速公路的一部分、是连接贵州省镇宁布依族苗族自治縣至云南省富源县胜境关的东西向的高速公路，使贵阳至昆明的行车里程缩短一个小时，贵州高速公路里程也因此而达到1188公里。
大桥以东也靠近黄果树瀑布风景区。

## 相关图片

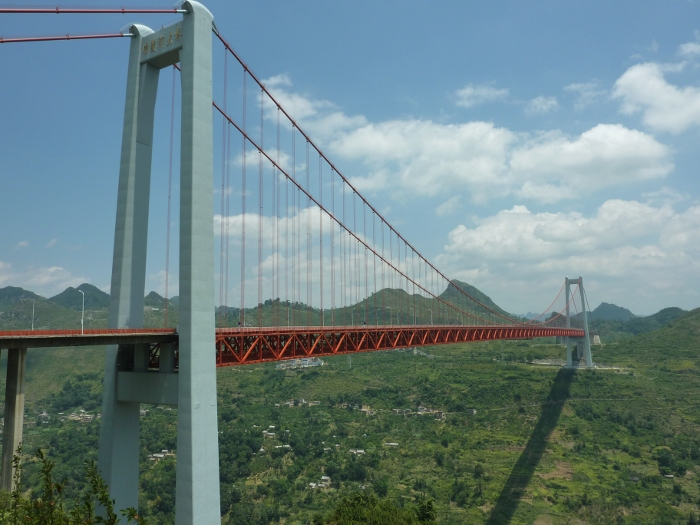
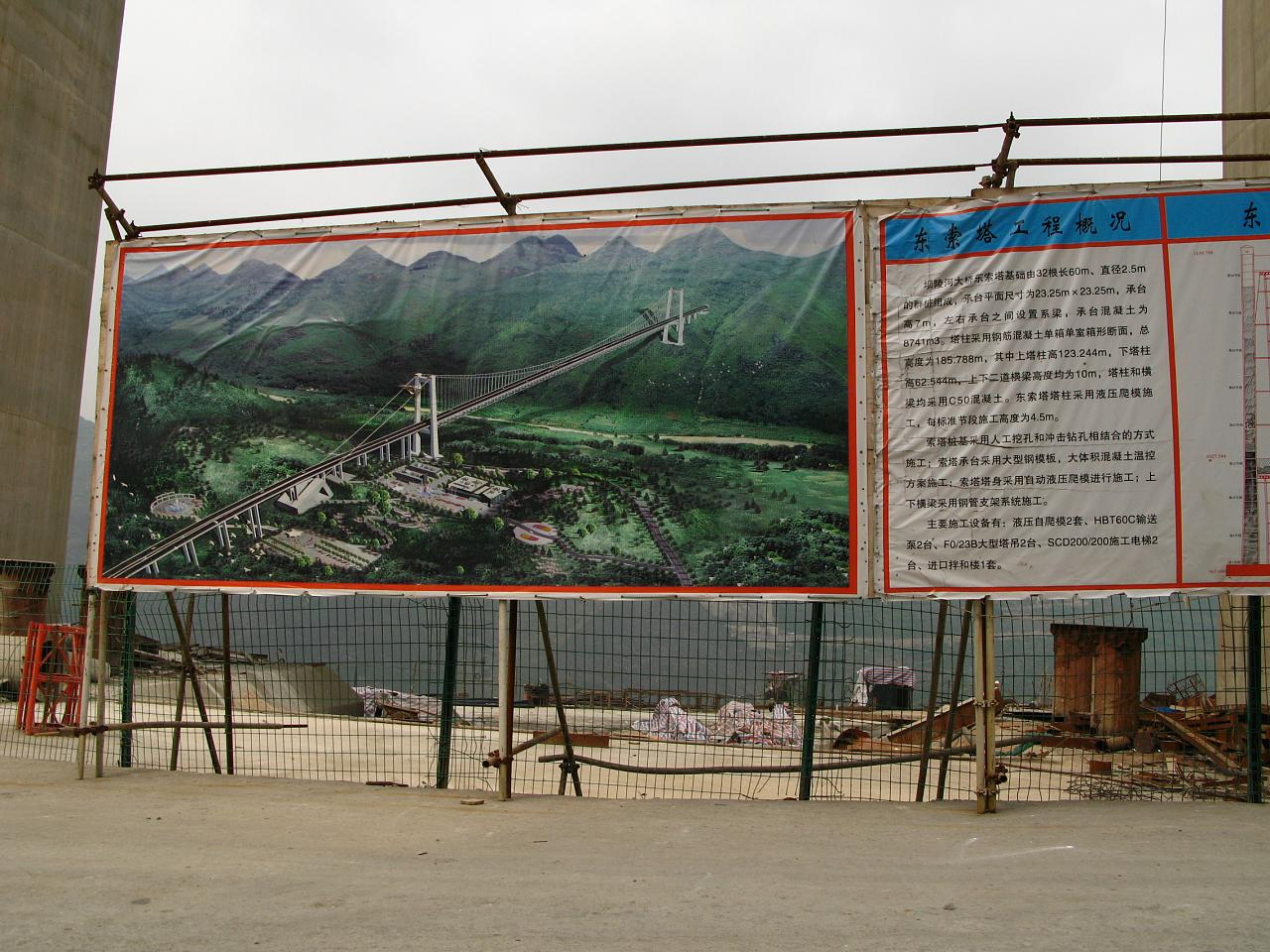
大桥索塔施工说明